# 阿格罗博姆
阿格罗博姆是葡萄牙布拉干萨区的一个堂区。总面积15.53平方公里，总人口154人，人口密度9.9人/平方公里。